# Campanula sulaimanii
Campanula sulaimanii är en klockväxtart som beskrevs av Nasir. Campanula sulaimanii ingår i släktet blåklockor, och familjen klockväxter.
Artens utbredningsområde är Pakistan. Inga underarter finns listade i Catalogue of Life.